# François Loraux
Pour les articles homonymes, voir Loraux.
François Loraux, né le 25 novembre 1780 à Paris où il est mort le 1er septembre 1842, est un auteur dramatique français, fils de Claude-François Fillette-Loraux.

## Biographie
Agent des droits d'acteurs près des théâtres, puis secrétaire-général de la commission des travaux publics, ses pièces, parfois signées Loraux jeune ou Fillette pour le distinguer de son frère Michel Loraux et de son père, ont été représentées au Théâtre de l'Opéra-Comique. Il obtient le succès avec La Romance en 1804, sur une musique de son oncle, Henri-Montan Berton.

## Œuvres
- La Fausse Apparence, opéra en 1 acte, 1802
- Lodoïska, comédie en 3 actes, musique de Luigi Cherubini, 1803
- Le Charme de la voix, opéra-comique en 1 acte, avec Charles Gaugiran-Nanteuil, musique de Berton, 1812